# Сова-голконіг новоірландська
Сова́-голконі́г новоірландська (Ninox variegata) — вид совоподібних птахів родини совових (Strigidae). Ендемік Папуа Нової Гвінеї.

## Опис
Довжина птахів становить 23-30 см. у представників номінативного підвиду довжина крила становить 192-210 мм, хвоста 117-118 мм. Голова сірувато-коричнева, верхня частина тіла темно-рудувато-коричнева, поцяткована білими плямками. На плечах, верхніх покривних перах крил, першорядних і другорядних махових перах є білі плямки. Хвіст темно-рудувато-коричневий, поцяткований охристо-коричневими смужками. Нижня частина тіла біла, поцяткована коричневими смугами. Лицевий диск коричневий, над очима білі "брови", на підборідді біла пляма. Очі жовті, дзьоб жовтувато-роговий зі світлим кінчиком, лапи оперені, пальці тьмяно-жовті, кігті темно-рогові.
Представники підвиду N. v. superior є дещо більшими за представників номінативного підвиду, довжина крила у них становить 211-234 мм. Верхня частина тіла у них світло-коричнева, на лобі світлі плямки, обличчя загалом світліше. На горлі велика біла пляма, нижня частина тіла світліша, на животі тонкі коричневі смуги.
Голос — угукання «kra-kra-kra-kra», схоже на кумкання жаб.

## Підвиди
Виділяють два підвиди:
- N. v. superior Hartert, EJO, 1925 — острів Новий Гановер[en];
- N. v. variegata (Quoy & Gaimard, 1832) — острів Нова Ірландія.

## Поширення і екологія
Новоірландські сови-голконоги мешкають на островах Нова Ірландія і Новий Гановер в архіпелазі Бісмарка та на сусідніх дрібних острівцях. Вони живуть у вологих гірських і рівнинних тропічних лісах і на узліссях. Зустрічаються на висоті до 1000 м над рівнем моря.